# Antwerp FC in het seizoen 1896/97
Dit artikel beschrijft de prestaties van de Belgische voetbalclub Antwerp FC in het seizoen 1896/97. De club trad in dit seizoen aan in de eerste klasse van het Belgisch voetbal.

## Wedstrijdstatistieken

### Vriendschappelijk
| № | Datum            | Wedstrijd                       | Uitslag | Doelpuntenmakers                                        |
| - | ---------------- | ------------------------------- | ------- | ------------------------------------------------------- |
| 1 | 20 december 1896 | Antwerp FC - Victoria Rotterdam | 6 – 0   | 2x Jean Robyns, 2x Isidore Freedman, 2x Gerald Turnbull |
| 2 | 4 april 1897     | Antwerp FC - Athletic RCB       | 5 – 1   | onbekend                                                |

### Eerste klasse 1896/97
| №  | Datum            | Wedstrijd                               | Uitslag | Doelpuntenmakers                                |
| -- | ---------------- | --------------------------------------- | ------- | ----------------------------------------------- |
| 1  | 1 november 1896  | Léopold FC - Antwerp FC                 | 2 – 1   | onbekend                                        |
| 2  | 15 november 1896 | Antwerp FC - Sporting Club de Bruxelles | 6 – 1   | onbekend                                        |
| 3  | 22 november 1896 | Antwerp FC - Racing Club Brussel        | 1 – 4   | onbekend                                        |
| 4  | 29 november 1896 | Antwerp FC - Athletic RCB               | 0 – 0   |                                                 |
| 5  | 13 december 1896 | FC Liégeois - Antwerp FC                | 0 – 2   | onbekend                                        |
| 6  | 10 januari 1897  | Athletic RCB - Antwerp FC               | 1 – 2   | onbekend                                        |
| 7  | 14 februari 1897 | Antwerp FC - Léopold FC                 | 8 – 1   | onbekend                                        |
| 8  | 28 februari 1897 | Antwerp FC - FC Liégeois                | 2 – 0   | onbekend                                        |
| 9  | 21 maart 1897    | Racing Club Brussel - Antwerp FC        | 1 – 0   |                                                 |
| 10 | 1 mei 1897       | Sporting Club de Bruxelles - Antwerp FC |         | forfait gegeven door Sporting Club de Bruxelles |

## Eindstand
|    |   |                                      | P  | W | G | V  | +  | -  | DS  | Ptn |
| -- | - | ------------------------------------ | -- | - | - | -- | -- | -- | --- | --- |
| K  | 1 | Racing Club de Bruxelles             | 10 | 8 | 2 | 0  | 40 | 10 | 30  | 18  |
|    | 2 | FC Liégeois                          | 10 | 6 | 2 | 2  | 16 | 13 | 3   | 14  |
|    | 3 | Antwerp FC                           | 10 | 6 | 1 | 3  | 22 | 10 | 12  | 13  |
|    | 4 | Léopold Club de Bruxelles            | 10 | 4 | 0 | 6  | 9  | 28 | -19 | 8   |
|    | 5 | Athletic & Running Club de Bruxelles | 10 | 3 | 1 | 6  | 25 | 14 | 11  | 7   |
| GD | 6 | Sporting Club de Bruxelles           | 10 | 0 | 0 | 10 | 2  | 39 | -37 | 0   |

P: wedstrijden gespeeld, W: wedstrijden gewonnen, G: gelijke spelen, V: wedstrijden verloren, +: gescoorde doelpunten, -: doelpunten tegen, DS: doelsaldo, Ptn: totaal punten
K: kampioen, GD: geen deelname volgend seizoen